# Ричланд (Небраска)
Ричланд (енгл. Richland) град је у америчкој савезној држави Небраска.

## Демографија
По попису из 2010. године број становника је 73, што је 16 (-18,0%) становника мање него 2000. године.
| Група             | 2000.      | 2010.      |
| Белци             | 86 (96,6%) | 67 (91,8%) |
| Афроамериканци    | 1 (1,1%)   | 1 (1,4%)   |
| Азијати           | 0 (0,0%)   | 0 (0,0%)   |
| Хиспаноамериканци | 1 (1,1%)   | 4 (5,5%)   |
| Укупно            | 89         | 73         |